# Salem’s Lot – Brennen muss Salem (2004)
Salem’s Lot – Brennen muss Salem (orig. Salem’s Lot) ist ein US-amerikanischer Horrorfilm aus dem Jahr 2004, der auf dem gleichnamigen Roman von Stephen King aus dem Jahr 1975 basiert. Regie führte Mikael Salomon, und die Hauptrolle spielte Rob Lowe. Es ist die zweite Verfilmung des Romans, die erste entstand 1979, ebenfalls unter dem Titel Salem’s Lot (deutscher Titel: Brennen muss Salem). Der Film wurde als Miniserie im amerikanischen Fernsehen gezeigt. 2024 wurde mit Salem’s Lot – Brennen muss Salem eine weitere Adaption veröffentlicht.

## Handlung
Nach vielen Jahren kehrt der Schriftsteller Ben Mears in seine Heimatstadt „Jerusalem’s Lot“ – oder kurz „Salem’s Lot“ – zurück, um hier ein neues Buch zu schreiben.
Er will ins alte Marsten-Haus einziehen, das auf einem Hügel steht und das man sehen kann, egal wo in der Stadt man sich aufhält, und in welchem Ben als Kind ein traumatisches Erlebnis hatte.
Doch kaum in der Stadt angekommen, erfährt Mears, dass ihm jemand zuvorgekommen ist. Der dubiose Richard Straker hat es als Ruhestandsdomizil für sich und seinen geheimnisvollen Geschäftspartner Kurt Barlow gekauft, den allerdings noch niemand gesehen hat.
Die beiden sind anscheinend harmlose Antiquitätenhändler. Straker eröffnet in der Stadt ein Geschäft, während sich Barlow selbst angeblich auf Einkaufsreise in Europa befindet.
Bald jedoch beginnen unheimliche Dinge ihren Lauf zu nehmen: Ein Hund wird aufgeschlitzt ans Friedhofstor gehängt gefunden, ein kleiner Junge verschwindet spurlos und sein Bruder stirbt schließlich an Blutarmut. Vampirismus breitet sich aus in Salem’s Lot.
Nun beginnt ein Wettrennen gegen die Zeit. Zusammen mit seiner Freundin Susan, seinem ehemaligen Lehrer Matt Burke, dem Arzt Dr. Cody, dem zwölfjährigen Mark Petrie und dem örtlichen Priester Pater Callahan macht Ben Mears sich auf die Suche nach dem Ursprung des Bösen. Alle Spuren führen zum Marsten-Haus, das wie ein bösartiges Götzenbild über der Stadt thront.
Es gelingt ihnen, Straker auszuschalten und mehrere Vampire zu vernichten, allerdings müssen sie auch herbe Verluste hinnehmen. Kurt Barlow, der Meistervampir, tötet Marks Mutter und zwingt Pater Callahan, sein verdorbenes Vampirblut zu trinken und macht ihn damit zu seinem neuen Diener. Barlow macht auch Susan zu einem Vampir und Dr. Cody fällt einer heimtückischen Falle zum Opfer.
Trotz allem gelingt es Mears, dem Obervampir einen Pfahl durch das Herz zu treiben, der sich daraufhin auflöst und endgültig vernichtet ist. Nachdem er auch Susan töten musste, steckt er die Stadt in Brand und verlässt, zusammen mit dem jungen Mark, endgültig Salem’s Lot.

## Kritik
„Um atmosphärische Dichte bemühte (Fernseh-)Verfilmung des Romans von Stephen King, die den Vampir-Mythos modifiziert, ohne ihm neue Facetten abzugewinnen. Solide inszeniert, zehrt der Film von seiner beachtlichen Darstellerriege.“

## Nominierungen & Auszeichnungen

### Nominierungen
- Der Film erhielt 2004 zwei Nominierungen für den australischen Screen Music Award.
- Die Filmmusik wurde 2005 für den Emmy Award nominiert.
- Dan Byrd wurde im Jahr 2005 für den Young Artist Award nominiert.
- Samantha Mathis und der Film als bester Fernsehfilm wurden 2005 für den Saturn Award nominiert.
- Kameramann Ben Nott wurde 2005 für den American Society of Cinematographers Award nominiert.

### Auszeichnungen
- Kameramann Ben Nott gewann 2006 den Australian Cinematographers Society Award

## Unterschiede zwischen Buch und Film
- Das Buch spielt im Jahre 1975, der Film 2004.
- Die Geschichte des Marsten-Hauses wird im Film anders erzählt als im Buch, das heißt, der junge Ben Mears ist Zeuge wie Hubert Marstens erhängter Geist zum Leben erwacht, außerdem wird die Verbindung zwischen Marsten und Kurt Barlow hier etwas direkter angedeutet.
- Richard „Throckett“ Straker heißt im Film Richard „Thomas“ Straker, hat einen langen Vollbart und weiße Haare, was ihm auf den ersten Blick ein freundliches onkelhaftes Äußeres gibt. Im Buch trägt er keinen Bart und ist vollkommen kahl, er wird als groß und schlank beschrieben, mit ungewöhnlich langen Fingern und sehr tiefliegenden Augen wie Nosferatu.
- Mark Petrie ist im Buch ein schüchterner Junge, während er im Film eher frech und draufgängerisch dargestellt wird.
- Auch das Schicksal von Susan Norton wird im Film anders geschildert als im Buch: Ben Mears verschont sie vorerst, in der Hoffnung, dass sie durch Kurt Barlows Vernichtung wieder zum Menschen wird.
- Kurt Barlow zwingt Pater Callahan von seinem Blut zu trinken, im Buch hat das zur Folge, dass er als „Unreiner“ keine Kirche mehr betreten darf, er verlässt die Stadt und damit die Geschichte. Im Film jedoch bewirkt das Vampirblut eine Veränderung des Charakters, Callahan wird böse und nimmt den Platz des inzwischen getöteten Straker ein.
- Matt Burke wird im Film als Afroamerikaner dargestellt, außerdem wird er im Film von Pater Callahan getötet, im Buch hingegen stirbt er an Herzversagen.
- Ben Mears stirbt am Ende des Films, während er im Buch überlebt.

## Verweise zu anderen Werken von Stephen King
- In einer Bar singt ein Mann an einem Karaoke-Gerät Ben E. Kings Stand by me. Dieser Song ist Teil des Soundtracks der Stephen-King-Verfilmung Stand by Me – Das Geheimnis eines Sommers.
- Bei der Suchaktion nach dem im Wald verschwundenen Jungen, kurz nach dem Gespräch von Sheriff Gillespie mit Mark Petrie, sieht man einen Mann, der einen Stein nach seinem bellenden Hund wirft und ruft: „Schnauze, Cujo!“, eine Anspielung auf Stephen Kings Roman Cujo von 1981.
- Die Figur des Pater Callahan erscheint auch in Stephen Kings Werk Der dunkle Turm.
- Der Name des kranken Jungen ist Danny, wie das Kind in Stephen Kings Roman Shining und dessen Verfilmungen.